# Cytoredukcja
Cytoredukcja – leczenie ukierunkowane na zmniejszenie liczby komórek nowotworu i jego masy, za pomocą operacji lub radioterapii, stosowane między innymi w raku jajnika.
Pojęcie cytoredukcji zwykle używane jest w odniesieniu do leczenia paliatywnego lub objawowego, gdy zaawansowanie kliniczne choroby uniemożliwia doszczętne usunięcie guza. Zmniejszenie masy guza (przez usunięcie wszystkich widocznych ognisk) ma wówczas przedłużyć przeżycie lub zmniejszyć objawy, na przykład ucisk na naczynia krwionośne lub nerwy.
Zmniejszenie masy guza przez radio- lub chemioterapię mające z założenia umożliwić pełne wyleczenie późniejszą operacją nazywa się terapią neoadiuwantową.